# Lady
Lady (engelska: (från angelsaxiskt hlaéfdige, egentligen "brödknåderska", husmoder, av hláf, bröd, och roten dig-, knåda), är en engelsk kvinnotitel, som utgör motsvarighet dels till lord, dels till gentleman.

## Historik
Som adelstitel (framför namnet) tilläggs lady i främsta rummet hustrun till en markis, greve, viscount eller baron (omväxlande med de speciella och högtidliga frutitlarna markisinna, grevinna, viscountess och baronessa), vanligen också hustrun till en baronet eller knight (lagligen skulle denna dock bära titeln dame). Vidare ges lady som artighetstitel åt döttrarna till hertigar, markiser och grevar, men sätts då framför förnamnet (till exempel Lady Elizabeth R.); och om de gifter sig med ofrälse män, får de behålla ladytiteln. Eftersom yngre söner till hertigar och markiser av artighet tituleras lord, får deras hustrur heta lady, men med mannens för- och tillnamn efter (t. ex. Lady William G.). På 1400- och 1500-talen begagnades titeln om kungliga prinsessor och sattes framför deras dopnamn. Å andra sidan nyttjas beteckningen lady (som motsvarighet till gentleman) om varje bildat fruntimmer med fint väsen och av god samhällsställning. I tilltal till en församling har Ladies and Gentlemen därför kommit att betyda "mina damer och herrar". Som titel på jungfru Maria brukas sedan gammalt Our lady (Vår fru; efter lat. Domina nostra, franska Notre dame); Lady-chapel kallas Mariakapellet i engelska katedralers kor, och Lady day är Vårfrudag.